# Ngô Huynh
Ngô Huynh (1934-1999) là một tướng lĩnh trong Quân đội nhân dân Việt Nam, quân hàm Thiếu tướng, nguyên Tư lệnh Quân chủng Phòng không; Hiệu trưởng Trường sĩ quan Phòng không kiêm Phó Bí thư Đảng ủy nhà trường. Danh hiệu Anh hùng Lực lượng Vũ trang nhân dân.

## Thân thế và sự nghiệp
Ông bí danh là Kim Anh, sinh ngày 6 tháng 12 năm 1934, quê tại xã Hưng Phú, huyện Hưng Nguyên, tỉnh Nghệ An.
Tháng 3 năm 1949, ông làm liên lạc cho xã đội Hưng Phú, tham gia dạy bình dân học vụ
Tháng 12 năm 1953, Ông nhập ngũ, là chiến sĩ đoàn 44 Đại đội 71 Tiểu đoàn 417 Trung đoàn 154 Công binh
Tháng 7 năm 1954, chiến sĩ cần vụ liên lạc Trung đoàn 154.
Tháng 12 năm 1955, ông là chiến sĩ thông tin thu phát Trung đoàn 151 Cục Công binh
Tháng 12.1957, văn thư kiêm Quân ký viên Đại đội 1 Trung đoàn 151 Cục Công binh
Tháng 6.1958, được cử đi học Trường Văn hóa Cục Công binh
Tháng 1.1959, theo học Trường sĩ quan Công binh
Tháng 10.1959, tiếp tục học tại Trường Văn hóa Công Nông Trung ương
Tháng 10.1960, theo học Trường Đại học Bách khoa Hà Nội chuyên ngành Vô tuyến điện
Tháng 6.1964, học tiếng Nga tại Trường Văn hoá Quân đội (Lạng Sơn)
Tháng 10.1964, đi thực tập tại xưởng Thông tin Bộ Tổng Tham mưu.
Tháng 5 năm 1965, ông là Đại đội trưởng Đại đội 1 Tiểu đoàn 81 Trung đoàn tên lửa 238 Quân chủng Phòng không Không quân, cơ động chiến đấu vào chiến trường Quân khu 4, tham gia phục kích đánh máy bay B52 thuộc Mặt trận B5
Tháng 3.1968, Tiểu đoàn phó Tiểu đoàn 81 Trung đoàn Tên lửa 238 Sư đoàn Phòng không 375 Quân chủng Phòng không Không quân
Tháng 10.1968, quyền Tiểu đoàn trưởng, Tiểu đoàn trưởng Tiểu đoàn 83 Trung đoàn Tên lửa Phòng không 238, Trung đoàn Tên lửa Phòng không 237 (12.1970), Sư đoàn Phòng không 367 Quân chủng Phòng không Không quân
Tháng 8.1971, Trợ lý tác chiến Phòng Tham mưu Sư đoàn Phòng không 363
Tháng 10.1971, Trung đoàn phó, Trung đoàn trưởng Trung đoàn Tên lửa Phòng không 238 Sư đoàn Phòng không 363 Quân chủng Phòng không Không quân.
Tháng 9 năm 1975, ông đi học bổ tục chỉ huy Phòng không ở Học viện Phòng không quốc gia Liên Xô
Tháng 3.1976, phụ trách Tham mưu phó, Tham mưu phó Sư đoàn Phòng không 363 Quân chủng Phòng không Không quân
Tháng 6.1977, Tham mưu phó Sư đoàn Phòng không 363 Quân chủng Phòng không
Tháng 5.1978, Phó Tư lệnh Sư đoàn Phòng không 363 Quân chủng Phòng không
Tháng 9.1980, đi học bổ túc tại Học viện Quân sự cấp cao
Tháng 9.1981, quyền Sư đoàn trưởng, Sư đoàn phó, Sư đoàn trưởng Sư đoàn Phòng không 363, Phó bí thư Đảng ủy Sư đoàn (12.1983)
Tháng 8.1986, Sư đoàn trưởng Sư đoàn Phòng không 361 Quân chủng Phòng không, phó Bí thư Đảng ủy Sư đoàn
Tháng 1.1988, Phó Tham mưu trưởng Quân chủng Phòng không, Đảng ủy viên Bộ Tham mưu
Tháng 5.1989, được bổ nhiêm giữ chức vụ Hiệu trưởng Trường sĩ quan Phòng không, Phó Bí thư Đảng ủy nhà trường
Tháng 5.1991, Phó Tư lệnh Quân chủng Phòng không, Ủy viên Thường vụ Đảng ủy Quân chủng
Tháng 2.1992, học bổ túc chương trình A Học viện Chính trị Quân sự
Tháng 12.1993, Tư lệnh Quân chủng Phòng không, Ủy viên thường vụ Đảng ủy, phó Bí thư Đảng ủy Quân chủng
- Thiếu tướng (8.1990).
- Ngày 10 tháng 2 năm 1999, ông mất

## Khen thưởng
• Danh hiệu Anh hùng Lực lượng Vũ trang nhân dân (truy tặng năm 2015)
• Huân chương Quân công hạng Ba
• Huân chương Chiến công hạng Ba
• Huân chương Chiến thắng (chống Pháp) hạng Ba
• Huân chương Kháng chiến chống Mỹ hạng Nhất
• Huân chương Chiến sĩ vẻ vang (hạng Nhất, Nhì, Ba)
• Huy chương Quân kỳ quyết thắng
• Huy chương Vì sự nghiệp Khoa học và Công nghệ
• Huy chương Vì thế hệ trẻ
• Huy hiệu 40 năm tuổi Đảng.